# Terreur (roman)
Pour les articles homonymes, voir Terreur.
Terreur (titre original : The Terror) est un roman de l'écrivain américain Dan Simmons publié en 2007. Ce roman revient sur l'expédition Franklin, une expédition maritime britannique destinée à l'exploration de l'Arctique par le capitaine John Franklin qui quitta l'Angleterre en 1845 sur le HMS Erebus et le HMS Terror avant de disparaitre. Dan Simmons combine réalité historique, la majorité des faits décrits étant authentiques et les personnages du roman faisant partie de l'équipage, et fantastique, comblant les zones d'ombres de l'expédition perdue.
Le roman a fait l'objet d'une traduction française effectuée par Jean-Daniel Brèque et parue en septembre 2008 aux éditions Robert Laffont.

## Résumé
Au milieu du XIXe siècle, de nombreuses tentatives échouent à découvrir le passage du Nord-Ouest. Deux navires, le HMS Erebus et le HMS Terror, menés par Sir John Franklin quittent le Royaume-Uni en 1845 avec comme ambition d'offrir au royaume la maitrise des mers. Hélas, face à l'avancée de l'hiver, ils se retrouvent prisonniers des glaces. À la suite de la mort tragique de Sir Franklin, le capitaine Francis Crozier hérite du commandement et va devoir affronter les terribles conditions climatiques, les longs mois de ténèbres arctiques, les menaces de mutinerie, les privations alimentaires, mais surtout tenter de survivre aux attaques d'une mystérieuse créature.

## Les principaux personnages
- Francis Crozier : commandant du Terror.
- Lady Silence : jeune Inuite, passagère à bord du Terror. Personnage inventé pour l'intrigue.
- Edward Little : commandant en second du Terror.
- John Irving : enseigne à bord du Terror[1].
- George Hodgson : enseigne à bord du Terror.
- Harry Peglar : chef de la hune de misaine du Terror.
- John Diggle : cuisinier du Terror.
- James Thompson : mécanicien en chef du Terror.
- Bill Johnson : mécanicien du Terror.
- Luke Smith : mécanicien du Terror.
- Thomas Honey : charpentier du Terror.
- Tom Evans : mousse du Terror.
- John Lane : bosco du Terror.
- Alex McDonald : médecin du Terror.
- John Peddie : chirurgien du Terror.
- Cornelius Hickey : aide-calfat du Terror.
- Magnus Manson : matelot du Terror.
- Reuben Male : matelot du Terror.
- Thomas Blanky : pilote des glaces du Terror.
- John Handford : matelot du Terror.
- Davey Leys : matelot du Terror.
- Alexander Berry : matelot du Terror.
- Thomas Jopson : valet du capitaine Crozier.
- John Franklin : commandant de l'expédition.
- James Fitzjames : commandant de l'Erebus.
- Graham Gore : lieutenant de l'Erebus. Première victime de la créature.
- Henry Le Vesconte : lieutenant de l'Erebus.
- Stephen Stanley : médecin en chef de l'Erebus.
- Harry Goodsir : aide-chirurgien de l'Erebus.
- James Reid : pilote des glaces de l'Erebus.
- Charles Des Vœux : premier maître de l'Erebus.
- John Bridgens : officier de l'Erebus. Doyen de l'expédition.
- Richard Aylmore : maître canonnier de l'Erebus.
- Charles Best : matelot de l'Erebus.

## Distinctions
Terreur a été nommé au prix British Fantasy du meilleur roman 2008.

## Adaptation
Le roman est adapté sous la forme d'une série télévisée de dix épisodes diffusée en 2018 sur AMC avec Jared Harris, Tobias Menzies et Ciarán Hinds dans les rôles principaux.

## Éditions
- The Terror, Little, Brown and Company, 8 janvier 2007, 769 p.  (ISBN 978-0-316-01744-2)
- Terreur, Robert Laffont, 11 septembre 2008, trad. Jean-Daniel Brèque, 720 p.  (ISBN 978-2-221-10743-0)
- Terreur, Pocket no 13978, 7 octobre 2010, trad. Jean-Daniel Brèque,  1 049 p.  (ISBN 978-2-266-19117-3)